# تبصره ۲۲
تبصره ۲۲ (به انگلیسی: Catch-22) رمانی است به‌سبک کمدی سیاه نوشتهٔ جوزف هلر نویسنده و طنز پرداز آمریکایی که برای اولین بار در سال ۱۹۶۱ به چاپ رسید. وقایع این رمان مربوط به سال‌های ۱۹۴۲ تا ۱۹۴۴ جنگ جهانی دوم می‌باشد. این اثر به عنوان یکی از رمان‌های برتر قرن بیستم شناخته می‌شود. داستان به گونه‌ای نوشته شده‌است که زمان گذرا و از دیدگاه افراد مختلف بیان شده‌است. این رمان شامل افسر یوساریان و دیگر شخصیت‌های نیروی هوایی بمب افکن b-25 می‌شود.
همچنین این رمان، دیدگاه انتقادی به عملیات‌های بروکراتیک دارد.
«Catch-22» به عنوان یکی از اصطلاحات وارد زبان انگلیسی شده‌است و معمولاً به موقعیت‌هایی که در آن باخت قطعی است گفته می‌شود؛ بدین ترتیب که فرد در موقعیتی دشوار قرار می‌گیرد که از آن گریزی ندارد، چرا که برای حل «مشکل الف» باید «عمل ب» را انجام دهد؛ اما «عمل ب» را تنها زمانی می‌تواند انجام دهد که «مشکل الف» را نداشته باشد.

## داستان کتاب
در قلب داستان، شخصیت بی همتایی به نام یوساریان وجود دارد، که در نیروی ارتش به عنوان توپچی خدمت می‌کند. او همواره به طور زیرکانه از خطرات بی‌پایان جنگ فرار می‌کند و برای حفظ جان خود از خلاقیت بی‌نظیر خود بهره می‌برد. اما مشکل او این است که سرهنگ مدام تعداد مأموریت‌هایی که برای تکمیل دوره خدمت سربازان لازم است، افزایش می‌دهد. یوساریان، حتی اگر بتواند به هر نحوی از انجام این مأموریت‌های مرگبار خلاص شود، اما قانونی به نام "قانون یوساریان" وجود دارد که او را از فرار محروم می‌کند. این قانون بیان می‌کند که اگر شخصی به طور داوطلبانه تمایل به شرکت در مأموریت‌های خطرناک و مرگبار داشته باشد، به عنوان دیوانه و مجنون شناخته خواهد شد. اما اگر همین شخص درخواست رسمی و ضروری برای معافیت از این مأموریت‌ها را ارائه دهد، در واقع این درخواست نشان می‌دهد که او دیوانه نیست و بنابراین شرایط لازم برای معافیت از مأموریت‌ها را ندارد.

## ترجمه فارسی
این رمان توسط احسان نوروزی در نشر چشمه و حسن افشار در نشر ماهی  و علی اعظمی در نشر آفتاب به فارسی برگردانده شده‌است.

## فیلم و سریال
در سال 1970 فیلمی با همین نام و بر اساس این رمان با کارگردانی مایک نیکولز منتشر شد.
در همین رابطه هم , مینی سریالی به نام تبصره۲۲ به کارگردانی جرج کلونی در تاریخ 17 مه 2019 به نمایش درآمد.